# Jak vykrást banku
Jak vykrást banku (ve francouzském originále Faites sauter la banque!) je francouzská komedie z roku 1964, v jejíž hlavní roli hrál Louis de Funès.
Přestože se jedná o film z roku 1964, byl v České republice uveden (vydán na DVD) česky až v roce 2009, tedy po smrti Františka Filipovského, jehož dabing de Funèse je v Česku legendární. Proto byla de Funèsova postava nadabována imitátorem Václavem Faltusem, který se pokusil napodobit hlas právě Františka Filipovského.

## Děj filmu
Victor Garnier je majitel obchodu s loveckými potřebami. Jednoho dne se nechá přemluvit svým bankéřem, aby investoval peníze do afrických dolů, na kterých, podle jeho slov, nemůže prodělat. O to větší je poté Garnierovo překvapení a zlost, když jsou doly znárodněny, a on přijde o všechny své úspory. Navíc bankéř provokativně utrácí velká množství peněz za sportovní auto, šperky a další, což přivádí okradeného obchodníčka k šílenství.
Přicházejí faktury k zaplacení, ale peníze nejsou. Garnier se rozhodne, že si vezme ukradené peníze zpět tak, že vykrade banku. Ta která ho okradla je hned naproti jeho obchodu, a tak s rodinou vymyslí plán, jak se do banky prokopat. Práce je to strastiplná. Podaří se jim prorazit vodovodní potrubí, poté je Garnierův syn zasypán uhlím, a také se jim podaří prokopat do tunelu metra.
Když se nakonec dostanou do banky, najdou zde místo peněz zlaté cihly. Ukáže se však, že nejsou tak úplně zlaté, ale že se jedná o padělky, které sem umístil zrádný bankéř, který pravé cihly ukradl a využíval peníze z nich vytěžené ke svému prospěchu. To Garnier odhalí. Bankéř však nechce být konfrontován s policií, a tak se s Garnierem a jeho rodinou dohodne.

## Obsazení
| Louis de Funès       | Victor Garnier, majitel obchodu s loveckými potřebami |
| Jean-Pierre Marielle | André Durand-Mareuil, bankéř                          |
| Yvonne Clech         | Éliane Garnierová, Victorova manželka                 |
| Anne Doat            | Isabelle Garnierová, Victorova dcera                  |
| Catherine Demongeot  | Corinne Garnierová, Victorova dcera                   |
| Michel Tureau        | Gérard Garnier, Victorův syn                          |
| Jean Lefebvre        | stavbyvedoucí                                         |
| Georges Wilson       | strážník                                              |